# Israel Aksenfeld
Pour les articles homonymes, voir Axenfeld.
Œuvres principales
Der erschter jiddischer Rekrut in Russland (1861)
Israël Aksenfeld est un écrivain allemand né en 1785 à Nemirov (province de Podolie en Ukraine, Empire russe) et mort à Paris le 10 mai 1866.

## Biographie
Israël Aksenfeld épouse Rosalie Horwitz qui lui donne deux garçons : Henry Axenfeld (1824-1892), né à Odessa, qui deviendra peintre, et Alexandre Axenfeld (1825-1876), né à Odessa, qui sera un médecin et professeur à la faculté de médecine de Paris.
Il fut fournisseur de l'armée russe en 1812 et 1813.
Érudit maîtrisant l'hébreu, le russe, le polonais, l'allemand et le français, il choisit d'écrire en yiddish à partir de 1830. Avec Solomon Ettinger (en) (1802-1856), il est l'un des premiers à écrire dans cette langue du XIXe siècle, et l'un des plus importants à émerger avant Mendele Moïkher Sforim (1836-1917).
Il passe la première partie de sa vie parmi les hassidim, étant lui même un disciple du rabbin Nahman de Breslev. Puis il part plus tard pour Odessa. Il se forme en autodidacte au droit, à la science, et à la littérature. Il exerce comme notaire et est un écrivain prolifique de fiction. Comme presque tous les romanciers russo-juifs, Aksenfeld est un réaliste. Il tire les thèmes de ses œuvres de la vie juive contemporaine, décrivant à la plume, comme un artiste, les conditions, les mœurs et les coutumes du ghetto de l'Empire russe au début du règne mouvementé du star Nicolas Ier (1796-1855), en 1825.
En 1859, il visite Londres en compagnie de son fils Henry.
Il est l'auteur d'une vingtaine d'ouvrages, dont seulement cinq, un roman et quatre drames, furent imprimés de son vivant.

## Œuvre
- Sefer Chasidim, 1841[5].
- Der erschter jiddischer Rekrut in Russland, drame en vers, 1861. Tragédie présentant l'image vivante de l'agitation du ghetto russe lorsqu'en 1827 l'ukase obligeait les Juifs à faire le service militaire imposé pour la première fois[6]
- Dos Sterntichl, Liepzig, 1861. Il y décrit le côté sordide du hassidisme, son intolérance, son sectarisme, et son hypocrisie, et le met en contraste avec la loyauté, l'honnêteté du judaïsme progressiste[réf. nécessaire].
- The Headdress , nouvelle, 1861.
- La première recrue juive, 1862.
- Mari et femme, sœur et frère, 1867.
- Monde trahi, 1870.
- De la richesse à la pauvreté, 1870.